# Бели Поток (Лесковац)
Бели Поток је насељено место града Лесковца у Јабланичком округу. Према попису из 2022. било је 488 становника.
Овде се налази Црква Светог великомученика Георгија у Белом Потоку.

## Положај насеља
Ово је насеље подигнуто на главном путу који води од Лесковца ка Вучју, на 14 километра јужно од Јlесковца а на око три километра северно од Вучја, и то на заравњеном дну некадашњег Лесковачког мора баш изнад алувијалне равни коју је Ветерница у дну мора измоделирала. Још од Стројковца терен се непрестано али благо уздиже и ту где је засељен Бели Поток достиже максималну висину, па се одмах иза насеља нагло спушта у равницу поред реке Ветернице.
Испод насеља тече кроз мочваран терен поточић, а после рата је изграђен канал који кроз вучанско и потом белопоточко поље одводи воду што се из правца Бачинца спушта у равницу.

## Име насеља
Услед квалитета земљишта и његових растворљивих делова, поточић има „белу" боју, па је по томе и добило своје име.

## Саобраћајне везе
Бели Поток се некада налазио на оној варијанти лонгитудиналне саобраћајнице кроз Поречје која је ишла на Вучје и одатле се пела у планину.
Када је 1885. године начињен макадамски пут од Лесковца до Вучја, он јe пролазио кроз само насеље Бели Поток. Нови пут, изграђен од коцке, изменио је у овом делу, као и у самом Стројковцу, свој правац: избегао је кривину кроз насеље, вeћ се поред насеља, са његове западне стране, спушта у равницу.

## Земља
Атар овог насеља је мали: свега 303 хектара, од чега на обрадиве површине пада 195 хектара. 3eмљa носи ове називе: њиве: Спахиске баче, Параспур, Језеро, Под ваду, Рид - Заирово кулиште, Селиште - Испод Јумерово кулиште, Турски забел - Заиров забел, Иса-агини вирови (у којима се удавио син Иса-аге); ливаде: Плоча, Шамак и Ботуња (и њиве и ливаде) и Лештари.

## Воде
Кроз потес Плоче (ливаде) текла је Божиница, која има своје извориште; други крак овог поточића извире из Горуновца - Сенска долина у атару села Накривња. После рата је од Вучја, испод Белог Потока све до Beтернице начињен канал који спроводи воду са Ките, па је тако и вучјанско и белопоточко поље дренирано и оспособљено за пољопривреду.
У атару Белог Потока има више извора и кладенаца: Кладенац Лимчиште, чесма код Шамак, Заиров кладенац, Лековитица, Чумбура - испод Турског забела. Изданска вода је близу, па свака кућа има свој бунар. У селу се до данас сачувао бунар из турског времена - Спаиски бунар.

## Демографија
У насељу Бели Поток живи 509 пунолетних становника, а просечна старост становништва износи 40,0 година (39,6 код мушкараца и 40,3 код жена). У насељу има 161 домаћинство, а просечан број чланова по домаћинству је 3,91.
Ово насеље је великим делом насељено Србима (према попису из 2002. године), а у последња три пописа, примећен је пад у броју становника.
|             | \| Демографија[2] \| Демографија[2] \| Демографија[2] \| \| Година \| Становника \| Становника \| \| -------------- \| -------------- \| -------------- \| \| 1948. \| 493 \| \| \| 1953. \| 546 \| \| \| 1961. \| 590 \| \| \| 1971. \| 623 \| \| \| 1981. \| 662 \| \| \| 1991. \| 646 \| 633 \| \| 2002. \| 629 \| 649 \| \| 2011. \| 568 \| \| \| 2022. \| 488 \| \| |            |
| Демографија | |            |
| Година      | Становника | Становника |
| 1948.       | 493 |            |
| 1953.       | 546 |            |
| 1961.       | 590 |            |
| 1971.       | 623 |            |
| 1981.       | 662 |            |
| 1991.       | 646 | 633        |
| 2002.       | 629 | 649        |
| 2011.       | 568 |            |
| 2022.       | 488 |            |

| Етнички састав према попису из 2002.‍ | Етнички састав према попису из 2002.‍ | Етнички састав према попису из 2002.‍ | Етнички састав према попису из 2002.‍ | Етнички састав према попису из 2002.‍ |
| ------------------------------------ | ------------------------------------ | ------------------------------------ | ------------------------------------ | ------------------------------------ |
|                                      |                                      |                                      |                                      |                                      |
| Срби                                 | Срби                                 |                                      | 628                                  | 99,84%                               |
| Црногорци                            | Црногорци                            |                                      | 1                                    | 0,15%                                |
| непознато                            | непознато                            |                                      | 0                                    | 0,0%                                 |

| Година пописа     | 1948. | 1953. | 1961. | 1971. | 1981. | 1991. | 2002. |
| ----------------- | ----- | ----- | ----- | ----- | ----- | ----- | ----- |
| Број домаћинстава | 69    | 83    | 108   | 124   | 142   | 143   | 161   |

| Број чланова      | 1  | 2  | 3  | 4  | 5  | 6  | 7 | 8 | 9 | 10 и више | Просек |
| ----------------- | -- | -- | -- | -- | -- | -- | - | - | - | --------- | ------ |
| Број домаћинстава | 15 | 25 | 30 | 38 | 22 | 21 | 3 | 3 | 1 | 3         | 3,91   |

| Пол    | Укупно | Неожењен/Неудата | Ожењен/Удата | Удовац/Удовица | Разведен/Разведена | Непознато |
| ------ | ------ | ---------------- | ------------ | -------------- | ------------------ | --------- |
| Мушки  | 257    | 61               | 170          | 22             | 4                  | 0         |
| Женски | 269    | 35               | 173          | 50             | 11                 | 0         |
| УКУПНО | 526    | 96               | 343          | 72             | 15                 | 0         |

| Пол    | Укупно                    | Пољопривреда, лов и шумарство | Рибарство                            | Вађење руде и камена | Прерађивачка индустрија       |
| ------ | ------------------------- | ----------------------------- | ------------------------------------ | -------------------- | ----------------------------- |
| Мушки  | 138                       | 24                            | 0                                    | 0                    | 48                            |
| Женски | 69                        | 12                            | 0                                    | 0                    | 35                            |
| УКУПНО | 207                       | 36                            | 0                                    | 0                    | 83                            |
| Пол    | Производња и снабдевање   | Грађевинарство                | Трговина                             | Хотели и ресторани   | Саобраћај, складиштење и везе |
| Мушки  | 6                         | 5                             | 8                                    | 3                    | 7                             |
| Женски | 0                         | 0                             | 7                                    | 1                    | 1                             |
| УКУПНО | 6                         | 5                             | 15                                   | 4                    | 8                             |
| Пол    | Финансијско посредовање   | Некретнине                    | Државна управа и одбрана             | Образовање           | Здравствени и социјални рад   |
| Мушки  | 0                         | 0                             | 7                                    | 4                    | 4                             |
| Женски | 0                         | 0                             | 1                                    | 4                    | 4                             |
| УКУПНО | 0                         | 0                             | 8                                    | 8                    | 8                             |
| Пол    | Остале услужне активности | Приватна домаћинства          | Екстериторијалне организације и тела | Непознато            | Непознато                     |
| Мушки  | 0                         | 0                             | 0                                    | 22                   | 22                            |
| Женски | 0                         | 0                             | 0                                    | 4                    | 4                             |
| УКУПНО | 0                         | 0                             | 0                                    | 26                   | 26                            |

## Познати Белопоточани
- Крста Стојановић (1939 - 2013), бивши потпредседник општине Лесковац, доживотни председник ФК Вучје и дугогодишњи привредник

## Галерија
- Основна школа Бора Станковић.
- Основна школа Бора Станковић.